# Инашвили, Ирма
Ирма Инашвили (груз. ირმა ინაშვილი; род. 6 июля 1970, Тбилиси, Грузинская ССР) — грузинский журналист и политический деятель. Генеральный секретарь Альянса патриотов Грузии, политической партии, прошедшей в парламент Грузии на выборах 2016 года. Ирма Инашвили сыграла важную роль в предании в 2012 году гласности фактов насилия над заключёнными в Глданской тюрьме.

## Биография
Ирма Инашвили родилась 6 июля 1970 года в Тбилиси. Она провела детство и окончила школу в Боржоми, поступив после школы в Тбилисский государственный университет на факультет журналистики. Окончив университет со специализацией в области радио- и тележурналистики, она была принята на работу на государственное телевидение Грузии. В рамках своей работы на телевидении освещала конфликты, происходившие на территории Грузии с момента начала борьбы за независимость и по настоящее время, удостоена статуса ветерана войны. Ею сняты многие всемирно известные кадры конфликта в Абхазии.
В конце 2003 года совместно с Давидом Тархан-Моурави Инашвили создала союз журналистов «Объектив» (ныне телерадиовещательная компания «Объектив»), выражавший мнение оппозиции к правительству Саакашвили. «Объектив» принимал участие в организации протестов общественности Грузии и освещал их.
В 2010 году Инашвили присоединилась к движению «Сопротивление», возглавляемому Давидом Тархан-Моурави.
В сентябре 2012 году Инашвили предала гласности видеоматериалы, на которых были засняты пытки и насилие над заключёнными в Глданской тюрьме Тбилиси. Сюжеты были повторены по всем телеканалам Грузии. Огласка и расследование фактов насилия внесли заметный вклад в поражение Единого национального движения на состоявшихся 1 октября 2012 года парламентских выборах.
В декабре 2012 года Инашвили покинула союз журналистов «Объектив» и совместно с Давидом Тархан-Моурави Инашвили создала политическую партию Альянс патриотов Грузии. В 2014 году она была избрана Генеральным секретарём партии.

## Семья
Ирма Инашвили замужем, у неё есть сын и дочь.